# Liste von Persönlichkeiten aus Bioggio
Diese Liste enthält in Bioggio geborene Persönlichkeiten und solche, die in Bioggio ihren Wirkungskreis hatten, ohne dort geboren zu sein. Die Liste erhebt keinen Anspruch auf Vollständigkeit.

## Persönlichkeiten
(Sortierung nach Geburtsjahr)
- Adelsfamilie Rusca.  Sie besass eine Familienkapelle in der Stiftskirche San Lorenzo von Lugano, die kurz vor 1490 gebaut wurde[1]
  - Giovanni Pietro Rusca (* um 1470 in Lugano; † um 1540 in Bioggio), Sohn des Giovanni, von ihm stammt der Zweig der Familie Rusca von Bioggio[1]
  - Bernardino Rusca (* um 1505 in Bioggio; † um 1560 ebenda), Adel, Grundbesitzer in Bioggio[1]
  - Gerolamo Rusca (* um 1627 in Bioggio; † 1686 in Griechenland), Militär, er wurde 1678 von Kaiser Leopold I. (HRR) zum Truchsess, 1685 zum Hauptmann einer Kompagnie Deutscher in Mailand ernannt, er fiel 1686 in Griechenland im Kampfe gegen die Türken[1]
  - Bernardo Rusca (* um 1630 in Bioggio; † nach 1666 ebenda), Militär, Milizhauptmann und Landvogtstatthalter in Lugano[1]
  - Carlo Gerolamo Rusca (* 1680 in Bioggio; † 1743 in Mailand), Sohn des Bernardo, Doktor der Rechte, Advokat in Mailand, liess sich 1720 den Grafentitel bestätigen, Bürger von Mailand 1711, Sekretär der geheim en Staatskanzlei Mailand, amtierte als solcher auch nach dem Uebergang der Lombardei an Oesterreich, Gesandter für den Wienerhof nach der Schweiz 1734; Dichter[2][1]
  - Giovanni Antonio Rusca (* um 1728 in Bioggio; † um 1790 ebenda), Sohn des Carlo Gerolamo, Doktor beider Rechte, sammelte die Dokumente zur Genealogie seiner Familie. Durch Beschluss des Tribunale Araldico von Mailand wurde ihm der Grafentitel bestätigt[1]
  - Bernardo Rusca (* 1731 in Bioggio; † 1793 ebenda), Bruder des Giovanni Antonio, Offizier in den Diensten Maria Theresias, nahm an sechs Schlachten im Kriege gegen Preussen teil, Kürassiereoberst 1777[1]
  - Alessandro Rusca (* um 1733 in Bioggio; † um 1800 ebenda), Bruder des Giovanni Antonio, Offizier im Regiment Mercy in kaiserlichen Diensten[1]
  - Antonio Rusca (* um 1775 in Bioggio; † nach 1802 ebenda), Sohn des Bernardo, Hauptmann unter Napoleon Bonaparte in Italien; Offizier der Nationalgarde von Lugano 1802[1]
  - Gerolamo Rusca (* 17. April 1782 in Bioggio; † 1857 ebenda), Sohn von Bernardo, Adel, Militär, Offizier im Regiment der veliti der königlichen Garde unter Napoleon Bonaparte 1805–1811, Bataillonschef mit Oberstleutnantsrang, Richter 1845, dann Gerichtspräsident von Lugano, Oberst-Divisionschef im Kriegsministerium der provisorischen Regierung von Mailand 1848[1]
  - Franchino Rusca (1786–1854), Sohn von Bernardo, Adel, Militär, Grenadierehauptmann unter Napoleon Bonaparte, machte namentlich die Feldzüge in Italien, Spanien und Russland mit; Ritter der Ehrenlegion; eidgenössicher Oberst und Generalinspektor der tessinischen Truppen 1830 (der erste Tessiner im Generalstab); Generaldirektor der tessinischen Posten 1836, Tessiner Staatsrat 1848
  - Bernardo Rusca (* um 1805 in Bioggio; † 1841), Sohn von Gerolamo, Doktor der Rechte, Rechtsanwalt, er musste als Mitglied des Jungen Italien Mazzinis 1831 Mailand verlassen; Offizier in den tessinischen Truppen[1]
  - Giovanni Rusca (* um 1805 in Bioggio; † 1860 in Trivolzio), Sohn von Gerolamo, Adel, Militär, Major in der Schweizerlegion in englischen Diensten im Krimkrieg 1855, ebenso 1859 im italienischen Feldzug im Corps Garibaldis; Platzkommandant von Reggio nell’Emilia[1]
  - Raffaele Rusca (* um 1807 in Bioggio; † 1841), Sohn von Gerolamo, Adel, Divisionschef in der provisorischen Regierung von Mailand 1848, Oberkommandant der Zivilgarde dieser Stadt 1849; Direktor der Agrargesellschaft der Lombardei, Mitglied der Akademie der Physik und der Statistik, Ritter der italienischen Krone[1]
  - Antonio Rusca (* um 1809 in Bioggio; † um 1860 ebenda ?), Sohn von Gerolamo, Adel, Militär, Hauptmann und Chefsekretär der Nationalgarde von Mailand 1848, liess sich im Piemont nieder[1]
  - Franchina Rusca (* 1. Dezember 1837 in Bioggio; † 12. Juni 1901 in Morcote), Tochter von Franchino, sie heiratete 1864 Giovanni Caccia († 1877) und 1879 den Ingenieur Giovanni Fossati († 1896); sie gründete das Institut Caccia-Rusca in Morcote als Greisenanstalt für die Leute von Morcote und Umgebung und von Bioggio[1]

- Künstlerfamilie Sertori/o. [3]
  - Pietro Sertorio (* 1650 in Cimo; † 1700 ebenda), Bildhauer[3]
  - Domenico Sertori (* 1680 in Cimo; † 1740 ebenda), Architekt tätig im Lodi (Lombardei)[3]
  - Michele Sertori (* 1710 in Cimo; † 1770 ebenda), Architekt in Lodi[3]
  - Pietro und Giacomo Sertori (* um 1712 in Cimo; † um 1775 in Lodi), Söhne von Domenico, Architekten tätig am Dom von Lodi und am Ospedale maggiore[3]
  - Giuseppe Sertori (* um 1735 in Cimo; † um 1800 in Piacenza ?), Architekt tätig in Piacenza[3]
  - Giovanni Battista Sertorio (1805–1871), Maler

- Adelsfamilie Staffieri. [4]
  - Carlo Staffieri (* um 1700 in Bioggio; † nach 1730 in Hørsholm ?), Stuckateur[5]
  - Giuseppe Staffieri (* 1722 in Bioggio; † 1808 ebenda), Hauptmann im Dienste Maria Theresias. Dank ihm wurde B. 1799 von der austro-russischen Armee verschont[4]
  - Domenico Staffieri (* 1722 in Bioggio; † 9. Mai 1806 ebenda), Priester, Pfarrer von Bioggio, Primarlehrer[4]
  - Giovanni Battista Staffieri (* 19. November 1749 in Bioggio; † 25. Oktober 1808 ebenda), Stuckateur, Bildhauer[6]
  - Gerolamo Staffieri (1785–1837), Stuckateur, Bildhauer
  - Andrea Staffieri (* 1835 in Bioggio; † 1871 ebenda), Architekt in Russland[5][7]
  - Giovanni Staffieri (* 1838 in Bioggio; † 1888 ebenda), Architekt in Russland[5]
  - Giovanni Battista Staffieri (* September 1861 in Bioggio; † 4. Juni 1904 in Rosario (Santa Fe)), Stuckateur[4]
  - Riccardo Staffieri (* 30. September 1881 in Bioggio; † 1959 ebenda), Doktor der Rechte an der Universität Genf, Advokat, Notar, Redakteur und Politiker, Gründer mit Gaetano Donini des Partito agrario, Tessiner Grossrat[4][8]
  - Giancarlo Staffieri (* 6. April 1925 in Bioggio; † 12. März 2012 in Lugano), Advokat und Notar, Politiker, Gemeindepräsident von Bioggio[9]
  - Giovanni Maria Staffieri (* 1944), Ökonom, Lokalhistoriker, Genealoge, Numismatiker, Autor[10]

- Familie Balestra. [11]
  - Agostino Balestra (* 10. November 1817 in Gerra (Gambarogno); † 1. Dezember 1887), Kunstmaler und Dekorateur, Mitarbeiter von Giovanni Antonio Vanoni[12]
  - Serafino Balestra (1831–1886), Priester, Lehrer, Kanoniker, Archäologe und Erzieher von Gehörlosen.
  - Giuseppe (Josè) Balestra (* 1860 in Bioggio; † 1924 ebenda), Ingenieur, Architekt, arbeitete bis 1912 in Argentinien, wo er für die Regierung, die Stadt Buenos Ayres und Private bedeutende Werke unternahm[13][14]
  - Luigi Balestra (1873–1970), Anwalt, Tessiner Grossrat, Nationalrat
  - Piero Balestra (* um 1890 in Bioggio; † um 1960 in Lugano), Oberst der Schweizer Armee, Autor[15]
  - Pietro Balestra (1935–2005), Schweizer Wirtschaftswissenschaftler

- Familie Soldati. [16][17]

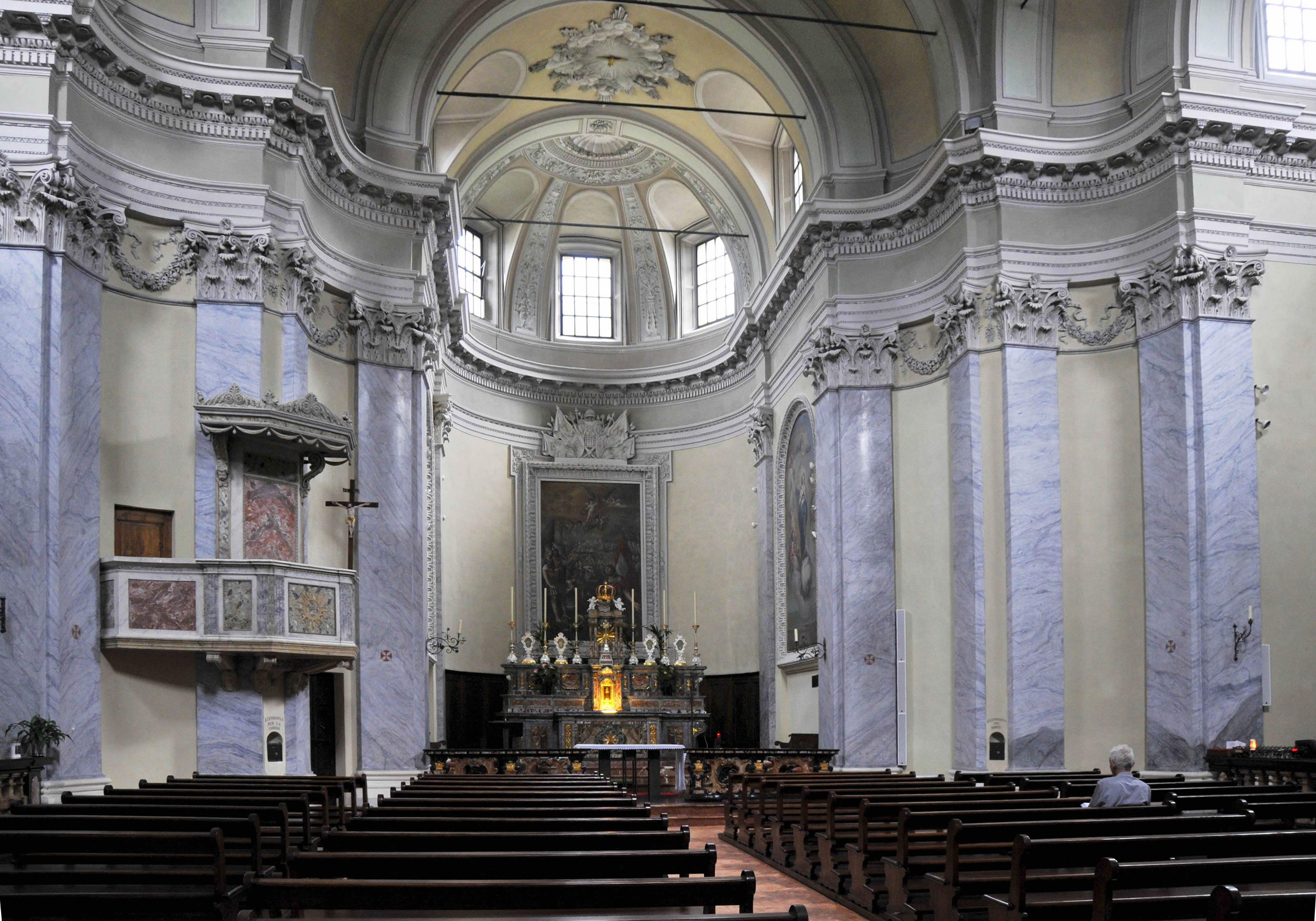
Geréloamo Grossi: Innenraum der Kirche San Maurizio, Bioggio, 1773.

  - Giovanni Battista Soldati (* um 1785 in Bioggio; † 19. November 1858 ebenda), Stuckateur, Bildhauer arbeitete an der Stiftskirche von Agno und (1830) an der Pfarrkirche von Bioggio[16]
  - Giuseppe Soldati (* 1850 in Bioggio; † 27. Juni 1905 in Bologna), Arzt an den Spitälern von Bologna, er gründete mit seiner Schwester Martina die Kleinkinderschule von Bioggio[16]
  - Giuseppe Soldati (* 4. April 1902 in Bioggio; † 24. November 1955 ebenda), Landschaftsmaler, Lehrer für Zeichnen an der Accademia di Belle Arti di Brera in Mailand. Er schuf Wandmalerei und Mosaik[18]
  - Gianfranco Soldati (* 17. Februar 1934 in Bioggio; † 8. Juli 2016 in Pula) aus Vernate, Arzt, Politiker[19]

- Familie Grossi. [20]
  - Girolamo Grossi (1749–1809), Mathematik Dozent, Architekt in Urbino und Arezzo, er baute di Pfarrkirche San Maurizio zu Bioggio, Offizier der Kaiserlichen Armee
  - Pietro Grossi (* um 1775 in Bioggio; † 1845 ebenda), Politiker, Jurist[20]
  - Gerolamo Grossi (* um 1777 in Bioggio; † 1845 ebenda), Architekt, er versuchte das Eisenbergwerk von Breno TI wieder auszubeuten[20]

- Adelsfamilie Avvocati/Avogadri. [21]
  - Aginretus Avvocati von Blegio (Bioggio) (* um 1180 in Bioggio; † nach 1219 ebenda ?), Adel, 1219, Advocatus des Kapitels St. Laurentius von Lugano.
  - Pasio, Paxio Avvocati (* um 1245 in Como; † nach 1292 in Bioggio), von 1277 an in Lugano genannt, Podestà von Lugano, 1279, ebenso von Arosio und Cademario 1280–1282, wird noch 1292 erwähnt.
  - Pietro Antonio Avogadri (* 10. November 1719 in Bioggio; † 31. März 1793 in Lissabon), Bildhauer in Lissabon und Mafra[22]

- Giovanni Fraschina (1750–1837 in Lugano), Kapuziner, Erzbischof von Korinth[23]

- Familie Rossi.
- Andrea Rossi (* um 1750 in Bioggio; † nach 1774 ebenda), Stuckateur, er arbeitete 1774 an der neuen Kirche von Bioggio[24]
- Giovan Battista Rossi (* 1756 in Bioggio; † 1839 ebenda), Anwalt, Mitredakteur an der Gazzetta di Lugano seit 1795, Mitglied des helvetischen Grossen Rates, Nationalvizepräfekt, Mitglied des Gerichts von Magliasina, Tessiner Grossrat[24]
- Ilda Rossi (* 1, Februar 1922 in Bioggio; † 11. März 2018 ebenda), Tochter des Francesco, Sekretärin am Banco di Roma per la Svizzera in Lugano, Gründerin der Cassa Raiffeisen von Bioggio, Politikerin (Christlichdemokratische Volkspartei), Grossrätin[25]

- Giacomo Barca (oder Barchi) (* um 1760 in Bioggio; † nach 1802 ebenda), Kommandant der Nationalgarde[26]
- Benedetto Maffei (* um 1790 in Cimo; † nach dem 1820 ebenda)[27]
- Antonio Quadri (* 18. März 1836 in Gaggio, Ortschaft der Gemeinde Bioggio; † 14. November 1885 ebenda), Stuckateur in der Toskana[28]
- Domenico, Enrico und Filippo Boschetti (* um 1825 in Cimo; † um 1890 ebenda), Baumeister in Turin tätig im Bahnhof von Porta Nuova[29]

- Familie Moccetti. 
  - Augusto Moccetti (1850–1900), Ingenieur[30]
  - Ettore Moccetti (* 1884 in Bioggio; † nach 1932 in Bioggio ?), Oberst, Instruktor der Genietruppen, Professor an der ETH Zürich[31]
  - Roberto Moccetti (* 1926–2004, heimatberechtigt in Bioggio) war ein Schweizer Bauingenieur, Instruktionsoffizier und Korpskommandant der Schweizer Armee

- Familie Galli. [32]
  - Antonio Galli (1883 – 1942), Politiker, Tessiner Staatsrat, Autor
  - Brenno Galli (1910–1978) war ein Politiker, Schweizer Offizier und Oberstbrigadier Kommandant der Grenzbrigade 9
  - Sylva Galli (* 2. März 1919 in Lugano; † 10. Februar 1943 in Muralto), aus Bioggio, Malerin schuf Stillleben, Akte, Porträts, Interieurs und Landschaften[33][34]
  - Mariangela Galli (* 12. April 1944 in Bioggio; † 23. September 2007 in Airolo), Journalistin, ehemalige Chefredakteurin der Revue Almanacco Malcantonese e Valle del Vedeggio

- Werner Alvo von Alvensleben (* 1. August 1889 in Kassel; † 1962 in Bioggio), Maler, Schriftsteller, Lyriker, Gärtner schuf Stillleben, Landschaften, Figürliches, Bühnendekoration und Kostümentwürfe[35][36]
- Amedeo Boffa (* 3. August 1900 in Bosco Luganese; † 13. Juni 1966 in Minusio), Nationalrat, Präsident des Tessiner Presseverbands[37]
- Agostino Lurati (* 1936 in Bioggio), Lokalhistoriker, Forscher, Autor[38]
- Marco Pellegrini (* 1941 in Ponte Tresa; † 12. August 1972 in Magadinoebene (Motounfall)), Geograph, 1971 Sekundarlehrer im Gymnasium von Agno, Forscher, heiratete Nina Albertoni und wohnte in Bioggio[39][40]
- Gilberto Fusi (* 24. Januar 1943 in Bioggio), Fleischer, Schauspieler, Kabarettist[41]
- Andrea Poretti (* 12. April 1977 in Bioggio; † 20. März 2017 in Baltimore), Arzt, Forscher[42]